# Władysław Drozd
Władysław Drozd (ur. 6 sierpnia 1940 w Kieszku) – polski inżynier, samorządowiec i specjalista transportu, doktor nauk technicznych, w latach 1991–1995 wicewojewoda zielonogórski.

## Życiorys
Uczył się w technikum budowlanym. Absolwent Politechniki Poznańskiej, na tej uczelni uzyskał stopień naukowy doktora w zakresie budowy i eksploatacji maszyn (specjalność silniki spalinowe). W 1970 przeniósł się do Zielonej Góry, został kierownikiem wydziału transportu w Urzędzie Wojewódzkim. Był następnie nauczycielem i wicedyrektorem Zespołu Szkół Samochodowych w Zielonej Górze oraz pracownikiem naukowym Wyższej Szkoły Inżynierskiej w Zielonej Górze. Od 1973 do 2013 pracował jako egzaminator w ośrodku ruchu drogowego w Zielonej Górze.
Został współzałożycielem i skarbnikiem Krajowego Stowarzyszenia Dyrektorów WORD, od 2004 kierował też Krajowym Stowarzyszeniem Egzaminatorów. Opublikował około 50 prac z zakresu bezpieczeństwa ruchu drogowego, w tym poradniki dla kierowców, opracowywał też m.in. system punktowania przy egzaminie i zestawy pytań do egzaminu teoretycznego na prawo jazdy. Współzałożyciel Klubu Inteligencji Katolickiej w Zielonej Górze; od 1994 przez dwie kadencje przewodniczył radzie diecezjalnej Akcji Katolickiej w diecezji zielonogórsko-gorzowskiej, kierował też jej diecezjalnym instytutem.
Działał w opozycji antykomunistycznej, był m.in. poddawany rewizjom. W 1990 po raz pierwszy wybrany radnym Zielonej Góry z ramienia Komitetu Obywatelskiego „Solidarność”, oddelegowano go także do sejmiku województwa. Od 1991 do 1995 pełnił funkcję wicewojewody zielonogórskiego, następnie pracował w spółce komunalnej Centrum Innowacji, Technologii i Rozwoju. W latach 1998–2001 kierował Wojewódzkim Ośrodkiem Ruchu Drogowego w Zielonej Górze. Został członkiem Akcji Wyborczej Solidarność, w 2000 po raz kolejny wybrano go radnym Zielonej Góry. Uzyskiwał reelekcję w 2002 (z listy KWW Sprawiedliwa i Prawa Zielona Góra) i 2006 (z listy Prawa i Sprawiedliwości). W międzyczasie wstąpił do PiS, został sekretarzem partii w mieście i liderem jej klubu radnych. W 2010 i 2015 ponownie kandydował do rady miejskiej, a w 2018 – do sejmiku lubuskiego.
W 2010 uhonorowany Nagrodą Miasta Zielona Góra.